# Лакселв
Ла̀кселв (на норвежки: Lakselv) е град в Северна Норвегия. Разположен е на южния бряг на фиорда Пошангерфьор на Норвежко море, фюлке Финмарк на около 1300 km на север от столицата Осло. Главен административен център на община Пошангер. Има летище и малко пристанище. Известен е с улова на сьомга през летните месеци. Население 2169 жители според данни от преброяването през 2006 г.

## Личности
- Лаш Ивер Стран (р.1983), норвежки футболист-национал